# フライングガール
『フライングガール』は、笠辺哲による日本の漫画作品。『月刊IKKI』（小学館）にて、2005年3月号 - 2006年5月号、7月号 - 10月号まで連載された。単行本は全2巻。

## 概要
山奥で発明生活を送っている科学者、トッド博士。トッド博士は時々危ない発明をすることがあり、本邦政府の山田は万が一の時に博士を止める「トッド番」を任されることになる。

## 登場人物
山田（やまだ）
トッド博士を監視するように本邦政府から派遣された人。博士の助手の磯貝サンに一目惚れしている。
課長
山田の上司。山田をトッド番に任命した。
トッド博士
発明家。助手の磯貝サンとともに発明にいそしんでいる。フルネームは「とん吉トッド」。
磯貝（いそがい）
博士の助手。
山羊
博士のペット。山田と性交をしたことがある。
生首
ジュンの父。本名不明。
ジュン
生首の息子。ある理由で森の中に置き去りにされた。
鎌鼬 譲二（かまいたち じょうじ）
暴力団組長にして「クラブ・ゴージャス・ジョージ」オーナー。映画「極悪極道」の主人公のモデルになったことがある。生首やジュンとは複雑な関係。

## エピソード
エピソードの数えは「マッハ○」で統一されている。
第1巻
- マッハ1　「天職…!」の巻
- マッハ2　「気にしないで」の巻
- マッハ3　「ボクの初体験…」の巻
- マッハ4　「adios……」の巻
- マッハ5　「adios……（パート2）」の巻
- マッハ6　「こんな星空の夜に?」の巻
- マッハ7　「深い因縁…」の巻
- マッハ8　「美しい眺めじゃな」の巻
- マッハ9　「コブラVSマングース（前編）」の巻
- マッハ10　「コブラVSマングース（後編）」の巻

第2巻
- マッハ11　「う～ん、何か大事な…」の巻
- マッハ12　「逆回転クロノメーター」の巻
- マッハ13　「そしてKISS THE BOOTS!!」の巻
- マッハ14　「どうしたその頭?」の巻
- マッハ15　「感動しちゃったよ」の巻
- マッハ16　「ドリームキャスト装置で危機一髪」の巻
- マッハ17　「想ひ出の缶詰」の巻
- マッハ18　「山田の叫び」の巻
- マッハ19　「ついに念願の透明人間（前編）」の巻
- マッハ20　「ついに念願の透明人間（後編）」の巻
- マッハ21　「お名残惜しゅうございます!」の巻

## 単行本
- IKKIコミックス「フライングガール」全2巻 小学館